# Puchar IBU w biathlonie 2011/2012
Puchar IBU w biathlonie 2011/2012 – czwarta edycja tego cyklu zawodów. Inauguracja nastąpiła 26 listopada 2011 w Östersund, zaś Puchar zakończy się 11 marca 2012 w niemieckim Altenbergu.
Klasyfikację generalną mężczyzn wygrał reprezentant Niemiec Benedikt Doll, który wyprzedził Rosjanina Maksima Burtasowa oraz swojego rodaka Erika Lessera. Wśród pań również zwyciężyła zawodniczka z RFN. Najlepsza okazała się Maren Hammerschmidt, drugie miejsce zajęła Rosjanka Marina Korowina, zaś trzecie, inna Niemka Juliane Döll. Obydwie klasyfikacje Pucharu Narodów zwyciężyli Rosjanie.

## Mężczyźni

### Wyniki
| 1. Puchar IBU w Östersund, 26.11.2011 – 27.11.2011 | 1. Puchar IBU w Östersund, 26.11.2011 – 27.11.2011 | 1. Puchar IBU w Östersund, 26.11.2011 – 27.11.2011 | 1. Puchar IBU w Östersund, 26.11.2011 – 27.11.2011 | 1. Puchar IBU w Östersund, 26.11.2011 – 27.11.2011 |
| Data                                               | Konkurencja                                        | miejsce                                            | miejsce                                            | miejsce                                            |
| -------------------------------------------------- | -------------------------------------------------- | -------------------------------------------------- | -------------------------------------------------- | -------------------------------------------------- |
| 26 listopada 2011                                  | Sprint (10 km)                                     | Dmitrij Małyszko                                   | Aleksandr Tichonow                                 | Benedikt Doll                                      |
| 27 listopada 2011                                  | Sprint (10 km)                                     | Jakov Fak                                          | Timofiej Łapszyn                                   | Lars Helge Birkeland                               |

| 2. Puchar IBU w Ridnaun, 10.12.2011 – 11.12.2011 | 2. Puchar IBU w Ridnaun, 10.12.2011 – 11.12.2011 | 2. Puchar IBU w Ridnaun, 10.12.2011 – 11.12.2011 | 2. Puchar IBU w Ridnaun, 10.12.2011 – 11.12.2011 | 2. Puchar IBU w Ridnaun, 10.12.2011 – 11.12.2011 |
| Data                                             | Konkurencja                                      | miejsce                                          | miejsce                                          | miejsce                                          |
| ------------------------------------------------ | ------------------------------------------------ | ------------------------------------------------ | ------------------------------------------------ | ------------------------------------------------ |
| 10 grudnia 2011                                  | Bieg indywidualny (20 km)                        | Jean-Guillaume Béatrix                           | Aleksiej Wołkow                                  | Siergiej Klaczin                                 |
| 11 grudnia 2011                                  | Sprint (10 km)                                   | Mattia Cola                                      | Frode Andresen                                   | Martin Eng                                       |

| 3. Puchar IBU w Obertilliach, 16.12.2011 – 17.12.2011 | 3. Puchar IBU w Obertilliach, 16.12.2011 – 17.12.2011 | 3. Puchar IBU w Obertilliach, 16.12.2011 – 17.12.2011 | 3. Puchar IBU w Obertilliach, 16.12.2011 – 17.12.2011 | 3. Puchar IBU w Obertilliach, 16.12.2011 – 17.12.2011 |
| Data                                                  | Konkurencja                                           | miejsce                                               | miejsce                                               | miejsce                                               |
| ----------------------------------------------------- | ----------------------------------------------------- | ----------------------------------------------------- | ----------------------------------------------------- | ----------------------------------------------------- |
| 16 grudnia 2011                                       | Sprint (10 km)                                        | Jewgienij Garaniczew                                  | Daniel Böhm                                           | Nathan Smith                                          |
| 17 grudnia 2011                                       | Bieg pościgowy (12,5 km)                              | Jewgienij Garaniczew                                  | Daniel Böhm                                           | Henrik L’Abée-Lund                                    |

| 4. Puchar IBU w Forni Avoltri, 7.01.2012 – 8.12.2012 | 4. Puchar IBU w Forni Avoltri, 7.01.2012 – 8.12.2012 | 4. Puchar IBU w Forni Avoltri, 7.01.2012 – 8.12.2012 | 4. Puchar IBU w Forni Avoltri, 7.01.2012 – 8.12.2012 | 4. Puchar IBU w Forni Avoltri, 7.01.2012 – 8.12.2012 |
| Data                                                 | Konkurencja                                          | miejsce                                              | miejsce                                              | miejsce                                              |
| ---------------------------------------------------- | ---------------------------------------------------- | ---------------------------------------------------- | ---------------------------------------------------- | ---------------------------------------------------- |
| 7 stycznia 2012                                      | Bieg indywidualny (20 km)                            | Erik Lesser                                          | Lars Helge Birkeland                                 | Daniel Graf                                          |
| 8 stycznia 2012                                      | Sprint (10 km)                                       | Erik Lesser                                          | Frode Andresen                                       | Daniel Graf                                          |

| 5. Puchar IBU w Haute Maurienne, 11.01.2010 – 14.01.2012 | 5. Puchar IBU w Haute Maurienne, 11.01.2010 – 14.01.2012 | 5. Puchar IBU w Haute Maurienne, 11.01.2010 – 14.01.2012                                  | 5. Puchar IBU w Haute Maurienne, 11.01.2010 – 14.01.2012                    | 5. Puchar IBU w Haute Maurienne, 11.01.2010 – 14.01.2012               |
| Data                                                     | Konkurencja                                              | miejsce                                                                                   | miejsce                                                                     | miejsce                                                                |
| -------------------------------------------------------- | -------------------------------------------------------- | ----------------------------------------------------------------------------------------- | --------------------------------------------------------------------------- | ---------------------------------------------------------------------- |
| 11 stycznia 2011                                         | Sztafeta (4 × 7,5 km)                                    | Norwegia Dag Erik Kookin · Jan Olav Gjermundshaug · Frode Andresen · Lars Helge Birkeland | Ukraina Andriej Woźniak · Ołeksandr Kolos · Witalij Kilczycki · Roman Pryma | Niemcy Fabian Bekelaer · Benedikt Doll · Matthias Bischl · Daniel Graf |
| 13 stycznia 2012                                         | Sprint (10 km)                                           | Ronny Hafsås                                                                              | Rene Laurent Vuillermoz                                                     | Lars Helge Birkeland                                                   |
| 14 stycznia 2012                                         | Bieg pościgowy (12,5 km)                                 | Lars Helge Birkeland                                                                      | Maksim Burtasow                                                             | Daniel Graf                                                            |

| 6. Puchar IBU w Canmore, 11.02.2012 – 12.02.2012 | 6. Puchar IBU w Canmore, 11.02.2012 – 12.02.2012 | 6. Puchar IBU w Canmore, 11.02.2012 – 12.02.2012 | 6. Puchar IBU w Canmore, 11.02.2012 – 12.02.2012 | 6. Puchar IBU w Canmore, 11.02.2012 – 12.02.2012 |
| Data                                             | Konkurencja                                      | miejsce                                          | miejsce                                          | miejsce                                          |
| ------------------------------------------------ | ------------------------------------------------ | ------------------------------------------------ | ------------------------------------------------ | ------------------------------------------------ |
| 11 lutego 2012                                   | Sprint (10 km)                                   | Nathan Smith                                     | Siergiej Klaczin                                 | Martin Eng                                       |
| 12 lutego 2012                                   | Sprint (10 km)                                   | Nathan Smith                                     | Friedrich Pinter                                 | Benedikt Doll                                    |

| 7. Puchar IBU w Canmore, 15.02.2012 – 16.02.2012 | 7. Puchar IBU w Canmore, 15.02.2012 – 16.02.2012 | 7. Puchar IBU w Canmore, 15.02.2012 – 16.02.2012 | 7. Puchar IBU w Canmore, 15.02.2012 – 16.02.2012 | 7. Puchar IBU w Canmore, 15.02.2012 – 16.02.2012 |
| Data                                             | Konkurencja                                      | miejsce                                          | miejsce                                          | miejsce                                          |
| ------------------------------------------------ | ------------------------------------------------ | ------------------------------------------------ | ------------------------------------------------ | ------------------------------------------------ |
| 15 lutego 2012                                   | Bieg indywidualny (20 km)                        | Ludwig Ehrhart                                   | Maksim Burtasow                                  | Rémy Borgeot                                     |
| 16 lutego 2012                                   | Sprint (10 km)                                   | Nathan Smith                                     | Friedrich Pinter                                 | Siergiej Klaczin                                 |

| 8. Puchar IBU w Altenberg, 8.03.2012 – 11.03.2012 | 8. Puchar IBU w Altenberg, 8.03.2012 – 11.03.2012 | 8. Puchar IBU w Altenberg, 8.03.2012 – 11.03.2012 | 8. Puchar IBU w Altenberg, 8.03.2012 – 11.03.2012 | 8. Puchar IBU w Altenberg, 8.03.2012 – 11.03.2012 |
| Data                                              | Konkurencja                                       | miejsce                                           | miejsce                                           | miejsce                                           |
| ------------------------------------------------- | ------------------------------------------------- | ------------------------------------------------- | ------------------------------------------------- | ------------------------------------------------- |
| 8 marca 2012                                      | Bieg indywidualny (20 km)                         | Siergiej Klaczin                                  | Erik Lesser                                       | Martin Eng                                        |
| 10 marca 2012                                     | Sprint (10 km)                                    | Erlend Bjøntegaard                                | Aleksandr Łoginow                                 | Bernhard Leitinger                                |
| 11 marca 2012                                     | Bieg pościgowy (12,5 km)                          | Erik Lesser                                       | Aleksandr Łoginow                                 | Bernhard Leitinger                                |

### Klasyfikacje
| Miejsce | Imię             | Punkty |
| ------- | ---------------- | ------ |
| 1.      | Benedikt Doll    | 539    |
| 2       | Maksim Burtasow  | 448    |
| 3.      | Erik Lesser      | 437    |
| 4.      | Siergiej Klaczin | 413    |
| 5.      | Martin Eng       | 366    |
| 6.      | Nathan Smith     | 338    |
| 7.      | Dag Erik Kokkin  | 336    |
| 8.      | Matthias Bischl  | 323    |
| 9.      | Remi Borgeot     | 322    |
| 10.     | Daniel Graf      | 268    |

| Miejsce | Imię                    | Punkty |
| ------- | ----------------------- | ------ |
| 11.     | Lars Helge Birkeland    | 266    |
| 12.     | Tobias Eberhard         | 256    |
| 13.     | Henrik L’Abée-Lund      | 247    |
| 14.     | Ludwig Erhart           | 240    |
| 15.     | Jan Olav Gjermundshaug  | 226    |
| 16.     | Claude Florent          | 224    |
| 17.     | Rene Laurent Vuillermoz | 223    |
| 18.     | Johannes Kühn           | 223    |
| 19.     | Bernhard Leitinger      | 217    |
| 20.     | Friedrich Pinter        | 190    |

| Miejsce | Imię                   | Punkty |
| ------- | ---------------------- | ------ |
| 1.      | Maksim Burtasow        | 155    |
| 2.      | Erik Lesser            | 143    |
| 3.      | Ludwig Erhart          | 130    |
| 4.      | Remi Borgeot           | 126    |
| 5.      | Martin Eng             | 112    |
| 6.      | Siergiej Klaczin       | 108    |
| 7.      | Dag Erik Kokkin        | 108    |
| 8.      | Benedikt Doll          | 95     |
| 9.      | Bernhard Leitinger     | 70     |
| 10.     | Jan Olav Gjermundshaug | 68     |

| Miejsce | Imię                 | Punkty |
| ------- | -------------------- | ------ |
| 1.      | Benedikt Doll        | 368    |
| 2.      | Nathan Smith         | 278    |
| 3.      | Martin Eng           | 254    |
| 4.      | Siergiej Klaczin     | 248    |
| 5.      | Maththias Bischl     | 216    |
| 6.      | Maksim Burtasow      | 208    |
| 7.      | Erik Lesser          | 205    |
| 8.      | Dag Erik Kokkin      | 172    |
| 9.      | Lars Helge Birkeland | 152    |
| 10.     | Friedrich Pinter     | 151    |

| Miejsce | Imię               | Punkty |
| ------- | ------------------ | ------ |
| 1.      | Benedikt Doll      | 105    |
| 2       | Henrik L’Abée-Lund | 91     |
| 3.      | Erik Lesser        | 89     |
| 4.      | Daniel Graf        | 88     |
| 5.      | Maksim Burtasow    | 85     |
| 6.      | Baptiste Jouty     | 74     |
| 7.      | Florent Claude     | 70     |
| 8.      | Tobias Eberhard    | 68     |
| 9.      | Matthias Bischl    | 68     |
| 10.     | Simon Desthieux    | 65     |

| Miejsce | Kraj       | Punkty |
| ------- | ---------- | ------ |
| 1.      | Rosja      |        |
| 2.      | Norwegia   |        |
| 3.      | Francja    |        |
| 4.      | Niemcy     |        |
| 5.      | Austria    |        |
| 6.      | Szwajcaria |        |
| 7.      | Kanada     |        |
| 8.      | Włochy     |        |
| 9.      | Ukraina    |        |
| 10.     | Bułgaria   |        |

### Wyniki Polaków
| Zawodnik     | Östersund 26.11 | Östersund 27.11 | Ridnaun 10.12 | Ridnaun 11.12 | Obertilliach 16.12 | Obertilliach 17.12 | Forni Avoltri 7.01 | Forni Avoltri 8.01 | Haute Maurienne 13.01 | Haute Maurienne 14.0 | Canmore 11.02 | Canmore 12.02 | Canmore 15.02 | Canmore 16.02 | Altenberg 8.03 | Altenberg 10.03 | Altenberg 11.03 |
| G. Bril      | 65              | 46              | –             | –             | 42                 | 42                 | 94                 | 80                 | 85                    | q                    | –             | –             | –             | –             | –              | –               | –               |
| M. Kobus     | –               | 68              | 55            | 74            | –                  | –                  | –                  | –                  | –                     | –                    | –             | –             | –             | –             | –              | –               | –               |
| A. Kwak      | –               | –               | 38            | 52            | 68                 | q                  | –                  | –                  | 55                    | 48                   | –             | –             | –             | –             | –              | –               | –               |
| R. Lepel     | –               | –               | 57            | 84            | 99                 | q                  | 38                 | 53                 | 29                    | 31                   | –             | –             | –             | –             | 54             | 67              | q               |
| K. Pływaczyk | 61              | DNS             | –             | –             | –                  | –                  | –                  | –                  | –                     | –                    | –             | –             | –             | –             | –              | –               | –               |
| T. Sikora    | 35              | –               | –             | –             | –                  | –                  | –                  | –                  | –                     | –                    | –             | –             | –             | –             | –              | –               | –               |
| L. Słonina   | –               | –               | 91            | 87            | –                  | –                  | 86                 | 92                 | 81                    | q                    | –             | –             | –             | –             | –              | –               | –               |
| Ł. Szczurek  | 45              | 51              | –             | –             | –                  | –                  | –                  | –                  | –                     | –                    | –             | –             | –             | –             | –              | –               | –               |

## Kobiety

### Wyniki
| 1. Puchar IBU w Östersund, 26.11.2011 – 27.11.2011 | 1. Puchar IBU w Östersund, 26.11.2011 – 27.11.2011 | 1. Puchar IBU w Östersund, 26.11.2011 – 27.11.2011 | 1. Puchar IBU w Östersund, 26.11.2011 – 27.11.2011 | 1. Puchar IBU w Östersund, 26.11.2011 – 27.11.2011 |
| Data                                               | Konkurencja                                        | miejsce                                            | miejsce                                            | miejsce                                            |
| -------------------------------------------------- | -------------------------------------------------- | -------------------------------------------------- | -------------------------------------------------- | -------------------------------------------------- |
| 26 listopada 2011                                  | Sprint (7,5 km)                                    | Marie-Laure Brunet                                 | Krystyna Pałka                                     | Marie Habert                                       |
| 27 listopada 2011                                  | Sprint (7,5 km)                                    | Kaisa Mäkäräinen                                   | Éva Tófalvi                                        | Selina Gasparin                                    |

| 2. Puchar IBU w Ridnaun, 10.12.2011 – 11.12.2011 | 2. Puchar IBU w Ridnaun, 10.12.2011 – 11.12.2011 | 2. Puchar IBU w Ridnaun, 10.12.2011 – 11.12.2011 | 2. Puchar IBU w Ridnaun, 10.12.2011 – 11.12.2011 | 2. Puchar IBU w Ridnaun, 10.12.2011 – 11.12.2011 |
| Data                                             | Konkurencja                                      | miejsce                                          | miejsce                                          | miejsce                                          |
| ------------------------------------------------ | ------------------------------------------------ | ------------------------------------------------ | ------------------------------------------------ | ------------------------------------------------ |
| 10 grudnia 2011                                  | Bieg indywidualny (15 km)                        | Anastasija Zagorujko                             | Paulina Bobak                                    | Jekatierina Głazyrina                            |
| 11 grudnia 2011                                  | Sprint (7,5 km)                                  | Sabrina Buchholz                                 | Jekatierina Szumiłowa                            | Nadine Horchler                                  |

| 3. Puchar IBU w Obertilliach, 16.12.2011 – 17.12.2011 | 3. Puchar IBU w Obertilliach, 16.12.2011 – 17.12.2011 | 3. Puchar IBU w Obertilliach, 16.12.2011 – 17.12.2011 | 3. Puchar IBU w Obertilliach, 16.12.2011 – 17.12.2011 | 3. Puchar IBU w Obertilliach, 16.12.2011 – 17.12.2011 |
| Data                                                  | Konkurencja                                           | miejsce                                               | miejsce                                               | miejsce                                               |
| ----------------------------------------------------- | ----------------------------------------------------- | ----------------------------------------------------- | ----------------------------------------------------- | ----------------------------------------------------- |
| 16 grudnia 2011                                       | Sprint (7,5 km)                                       | Jekatierina Głazyrina                                 | Julija Dżima                                          | Sabrina Buchholz                                      |
| 17 grudnia 2011                                       | Bieg pościgowy (10 km)                                | Jekatierina Głazyrina                                 | Jekatierina Szumiłowa                                 | Monika Hojnisz                                        |

| 4. Puchar IBU w Forni Avoltri, 7.01.2012 – 8.12.2012 | 4. Puchar IBU w Forni Avoltri, 7.01.2012 – 8.12.2012 | 4. Puchar IBU w Forni Avoltri, 7.01.2012 – 8.12.2012 | 4. Puchar IBU w Forni Avoltri, 7.01.2012 – 8.12.2012 | 4. Puchar IBU w Forni Avoltri, 7.01.2012 – 8.12.2012 |
| Data                                                 | Konkurencja                                          | miejsce                                              | miejsce                                              | miejsce                                              |
| ---------------------------------------------------- | ---------------------------------------------------- | ---------------------------------------------------- | ---------------------------------------------------- | ---------------------------------------------------- |
| 7 stycznia 2012                                      | Bieg indywidualny (15 km)                            | Jacquemine Baud                                      | Maren Hammerschmidt                                  | Paulina Bobak                                        |
| 8 stycznia 2012                                      | Sprint (7,5 km)                                      | Anna Bułygina                                        | Nadine Horchler                                      | Marina Korowina                                      |

| 5. Puchar IBU w Haute Maurienne, 11.01.2010 – 14.01.2012 | 5. Puchar IBU w Haute Maurienne, 11.01.2010 – 14.01.2012 | 5. Puchar IBU w Haute Maurienne, 11.01.2010 – 14.01.2012                 | 5. Puchar IBU w Haute Maurienne, 11.01.2010 – 14.01.2012             | 5. Puchar IBU w Haute Maurienne, 11.01.2010 – 14.01.2012                   |
| Data                                                     | Konkurencja                                              | miejsce                                                                  | miejsce                                                              | miejsce                                                                    |
| -------------------------------------------------------- | -------------------------------------------------------- | ------------------------------------------------------------------------ | -------------------------------------------------------------------- | -------------------------------------------------------------------------- |
| 11 stycznia 2011                                         | Sztafeta (4 × 6 km)                                      | Rosja Jana Romanowa · Marina Korowina · Natalja Sorokina · Anna Bułygina | Stefanie Hildebrand Maren Hammerschmidt Juliane Döll Nadine Horchler | Francja Laure Bosc · Juliette Lazzarotto · Claire Breton · Anaïs Chevalier |
| 13 stycznia 2012                                         | Sprint (7,5 km)                                          | Marina Korowina                                                          | Jana Romanowa                                                        | Nadine Horchler                                                            |
| 14 stycznia 2012                                         | Bieg pościgowy (10 km)                                   | Jana Romanowa                                                            | Nadine Horchler                                                      | Agnieszka Cyl                                                              |

| 6. Puchar IBU w Canmore, 11.02.2012 – 12.02.2012 | 6. Puchar IBU w Canmore, 11.02.2012 – 12.02.2012 | 6. Puchar IBU w Canmore, 11.02.2012 – 12.02.2012 | 6. Puchar IBU w Canmore, 11.02.2012 – 12.02.2012 | 6. Puchar IBU w Canmore, 11.02.2012 – 12.02.2012 |
| Data                                             | Konkurencja                                      | miejsce                                          | miejsce                                          | miejsce                                          |
| ------------------------------------------------ | ------------------------------------------------ | ------------------------------------------------ | ------------------------------------------------ | ------------------------------------------------ |
| 11 lutego 2012                                   | Sprint (7,5 km)                                  | Marina Korowina                                  | Carolin Hennecke                                 | Juliane Döll                                     |
| 12 lutego 2012                                   | Sprint (7,5 km)                                  | Marina Korowina                                  | Maren Hammerschmidt                              | Yolaine Oddou                                    |

| 7. Puchar IBU w Canmore, 15.02.2012 – 16.02.2012 | 7. Puchar IBU w Canmore, 15.02.2012 – 16.02.2012 | 7. Puchar IBU w Canmore, 15.02.2012 – 16.02.2012 | 7. Puchar IBU w Canmore, 15.02.2012 – 16.02.2012 | 7. Puchar IBU w Canmore, 15.02.2012 – 16.02.2012 |
| Data                                             | Konkurencja                                      | miejsce                                          | miejsce                                          | miejsce                                          |
| ------------------------------------------------ | ------------------------------------------------ | ------------------------------------------------ | ------------------------------------------------ | ------------------------------------------------ |
| 15 lutego 2012                                   | Bieg indywidualny (15 km)                        | Marina Korowina                                  | Lanny Barnes                                     | Megan Heinicke                                   |
| 16 lutego 2012                                   | Sprint (7,5 km)                                  | Aleksandra Alikina                               | Juliane Döll                                     | Laure Bosc                                       |

| 8. Puchar IBU w Altenberg, 8.03.2012 – 11.03.2012 | 8. Puchar IBU w Altenberg, 8.03.2012 – 11.03.2012 | 8. Puchar IBU w Altenberg, 8.03.2012 – 11.03.2012 | 8. Puchar IBU w Altenberg, 8.03.2012 – 11.03.2012 | 8. Puchar IBU w Altenberg, 8.03.2012 – 11.03.2012 |
| Data                                              | Konkurencja                                       | miejsce                                           | miejsce                                           | miejsce                                           |
| ------------------------------------------------- | ------------------------------------------------- | ------------------------------------------------- | ------------------------------------------------- | ------------------------------------------------- |
| 8 marca 2012                                      | Bieg indywidualny (15 km)                         | Ane Skrove Nossum                                 | Marina Korowina                                   | Stefanie Hildebrand                               |
| 10 marca 2012                                     | Sprint (7,5 km)                                   | Juliane Döll                                      | Tiril Eckhoff                                     | Marina Korowina                                   |
| 11 marca 2012                                     | Bieg pościgowy (10 km)                            | Marina Korowina                                   | Tiril Eckhoff                                     | Walentina Nazarowa                                |

### Klasyfikacje
| Miejsce | Imię                  | Punkty |
| ------- | --------------------- | ------ |
| 1.      | Maren Hammerschmidt   | 527    |
| 2       | Marina Korowina       | 505    |
| 3.      | Juliane Döll          | 368    |
| 4.      | Nadine Horchler       | 364    |
| 5.      | Jekatierina Szumiłowa | 364    |
| 6.      | Jacquemine Baud       | 349    |
| 7.      | Paulina Bobak         | 330    |
| 8.      | Jori Mørkve           | 330    |
| 9.      | Claire Breton         | 312    |
| 10.     | Carolin Hennecke      | 294    |

| Miejsce | Imię                | Punkty |
| ------- | ------------------- | ------ |
| 11.     | Tiril Eckhoff       | 288    |
| 12.     | Jewgienija Siedowa  | 272    |
| 13.     | Karolin Horchler    | 270    |
| 14.     | Lauré Bosc          | 264    |
| 15.     | Yolaine Oddou       | 258    |
| 16.     | Kadri Lehtla        | 258    |
| 17.     | Jana Romanowa       | 252    |
| 18.     | Stefanie Hildebrand | 251    |
| 19.     | Melanie Schultz     | 243    |
| 20.     | Aleksandra Alikina  | 228    |

| Miejsce | Imię                  | Punkty |
| ------- | --------------------- | ------ |
| 1.      | Maren Hammerschmidt   | 146    |
| 2.      | Marina Korowina       | 140    |
| 3.      | Jacquemine Baud       | 138    |
| 4.      | Paulina Bobak         | 113    |
| 5.      | Laure Bosc            | 107    |
| 6.      | Tracy Barnes          | 100    |
| 7.      | Nadine Horchler       | 91     |
| 8.      | Claire Breton         | 87     |
| 9.      | Jekatierina Szumiłowa | 83     |
| 10.     | Brigitte Røksund      | 78     |

| Miejsce | Imię                  | Punkty |
| ------- | --------------------- | ------ |
| 1.      | Maren Hammerschmidt   | 332    |
| 2.      | Marina Korowina       | 305    |
| 3.      | Juliane Döll          | 232    |
| 4.      | Nadine Horchler       | 219    |
| 5.      | Jori Mørkve           | 210    |
| 6.      | Jewgienija Siedowa    | 187    |
| 7.      | Jekatierina Szumiłowa | 184    |
| 8.      | Jacquemine Baud       | 182    |
| 9.      | Kadri Lehtla          | 168    |
| 10.     | Carolin Hennecke      | 165    |

| Miejsce | Imię                  | Punkty |
| ------- | --------------------- | ------ |
| 1.      | Jana Romanowa         | 98     |
| 2       | Jekatierina Szumiłowa | 97     |
| 3.      | Tiril Eckhoff         | 90     |
| 4.      | Maren Hammerschmidt   | 88     |
| 5.      | Karolin Horchler      | 88     |
| 6.      | Calire Breton         | 72     |
| 7.      | Nicole Gontier        | 69     |
| 8.      | Darja Jurkiewicz      | 69     |
| 9.      | Juliane Döll          | 65     |
| 10.     | Stefanie Hildebrand   | 64     |

| Miejsce | Kraj              | Punkty |
| ------- | ----------------- | ------ |
| 1.      | Rosja             | 5543   |
| 2.      | Niemcy            | 5368   |
| 3.      | Norwegia          | 5015   |
| 4.      | Francja           | 4961   |
| 5.      | Kanada            | 3625   |
| 6.      | Białoruś          | 3323   |
| 7.      | Stany Zjednoczone | 3281   |
| 8.      | Szwecja           | 3232   |
| 9.      | Ukraina           | 3209   |
| 10.     | Włochy            | 3148   |

### Wyniki Polek
| Zawodniczka            | Östersund 26.11 | Östersund 27.11 | Ridnaun 10.12 | Ridnaun 11.12 | Obertilliach 16.12 | Obertilliach 17.12 | Forni Avoltri 7.01 | Forni Avoltri 8.01 | Haute Maurienne 13.01 | Haute Maurienne 14.0 | Canmore 11.02 | Canmore 12.02 | Canmore 15.02 | Canmore 16.02 | Altenberg 8.03 | Altenberg 10.03 | Altenberg 11.03 |
| P. Bobak               | 7               | 36              | 2             | 10            | –                  | –                  | 3                  | 8                  | 7                     | 6                    | –             | –             | –             | –             | 30             | 19              | 26              |
| A. Cyl                 | –               | –               | –             | –             | –                  | –                  | DNS                | 4                  | 12                    | 3                    | –             | –             | –             | –             | –              | –               | –               |
| M. Hojnisz             | 71              | 13              | –             | –             | 6                  | 3                  | –                  | –                  | –                     | –                    | –             | –             | –             | –             | –              | –               | –               |
| P. Hojnisz             | –               | –               | 51            | 63            | –                  | –                  | –                  | –                  | –                     | –                    | –             | –             | –             | –             | –              | –               | –               |
| M. Gwizdoń             | 4               | –               | –             | –             | –                  | –                  | –                  | –                  | –                     | –                    | –             | –             | –             | –             | –              | –               | –               |
| K. Leja                | –               | –               | 55            | 41            | 67                 | q                  | 39                 | 73                 | DNS                   | –                    | –             | –             | –             | –             | –              | –               | –               |
| W. Nowakowska-Ziemniak | –               | 7               | –             | –             | –                  | –                  | –                  | –                  | –                     | –                    | –             | –             | –             | –             | –              | –               | –               |
| K. Pałka               | 2               | 9               | –             | –             | –                  | –                  | –                  | –                  | –                     | –                    | –             | –             | –             | –             | –              | –               | –               |
| K. Pitoń               | –               | –               | 62            | 28            | 23                 | 33                 | –                  | –                  | –                     | –                    | –             | –             | –             | –             | –              | –               | –               |
| B. Szymańczak          | –               | –               | –             | –             | 51                 | LAP                | 70                 | 47                 | DNS                   | –                    | –             | –             | –             | –             | –              | –               | –               |

## Sztafety mieszane
| 3. Puchar IBU w Obertilliach, 14.12.2012 – 17.12.2012 | 3. Puchar IBU w Obertilliach, 14.12.2012 – 17.12.2012 | 3. Puchar IBU w Obertilliach, 14.12.2012 – 17.12.2012                                   | 3. Puchar IBU w Obertilliach, 14.12.2012 – 17.12.2012                                 | 3. Puchar IBU w Obertilliach, 14.12.2012 – 17.12.2012                                  |
| Data                                                  | Konkurencja                                           | miejsce                                                                                 | miejsce                                                                               | miejsce                                                                                |
| ----------------------------------------------------- | ----------------------------------------------------- | --------------------------------------------------------------------------------------- | ------------------------------------------------------------------------------------- | -------------------------------------------------------------------------------------- |
| 14 marca 2011                                         | Sztafeta mieszana (2 × 6 km + 2 × 7,5 km)             | Rosja Anastasija Zagorujko · Jekatierina Szumiłowa · Siergiej Klaczin · Wiktor Wasiljew | Norwegia Marie Hov · Kari Henneseid Eie · Jan Olav Gjermundshaug · Henrik L’Abée-Lund | Włochy Roberta Fiandino · Federica Sanfilippo · Rene Laurent Vuillermoz · Pietro Dutto |